# ティム・コマーフォード
ティモシー・ロバート・コマーフォード 、ティム・コマーフォード（Tim Commerford, 1968年2月26日 - ）は、アメリカ合衆国のベーシストである。レイジ・アゲインスト・ザ・マシーンのメンバーである。

## 来歴
航空宇宙エンジニアの父親と教師の母親の間で6人兄弟の末っ子として生まれる。母親はガンと診断された。
両親が離婚し、再婚した。コマーフォードは父親と一緒に暮らし、母親はカリフォルニア州サクラメントに移り、治療を受けながら妹と暮らした。アーバインに一緒に住んでいた期間にコマーフォードは、父親に虐待を受けた。
デラロシャがベースを紹介し、コマーフォードはすぐに音楽活動を始める。バンド、Juvenile Expressionでベースを演奏した。
1988年、同年に彼の母親は脳腫瘍で他界した。
1991年、レイジ・アゲインスト・ザ・マシーンに加入した。
2001年、長年のガールフレンドと結婚した。2人の息子がいる。しかし、2018年11月に離婚した。

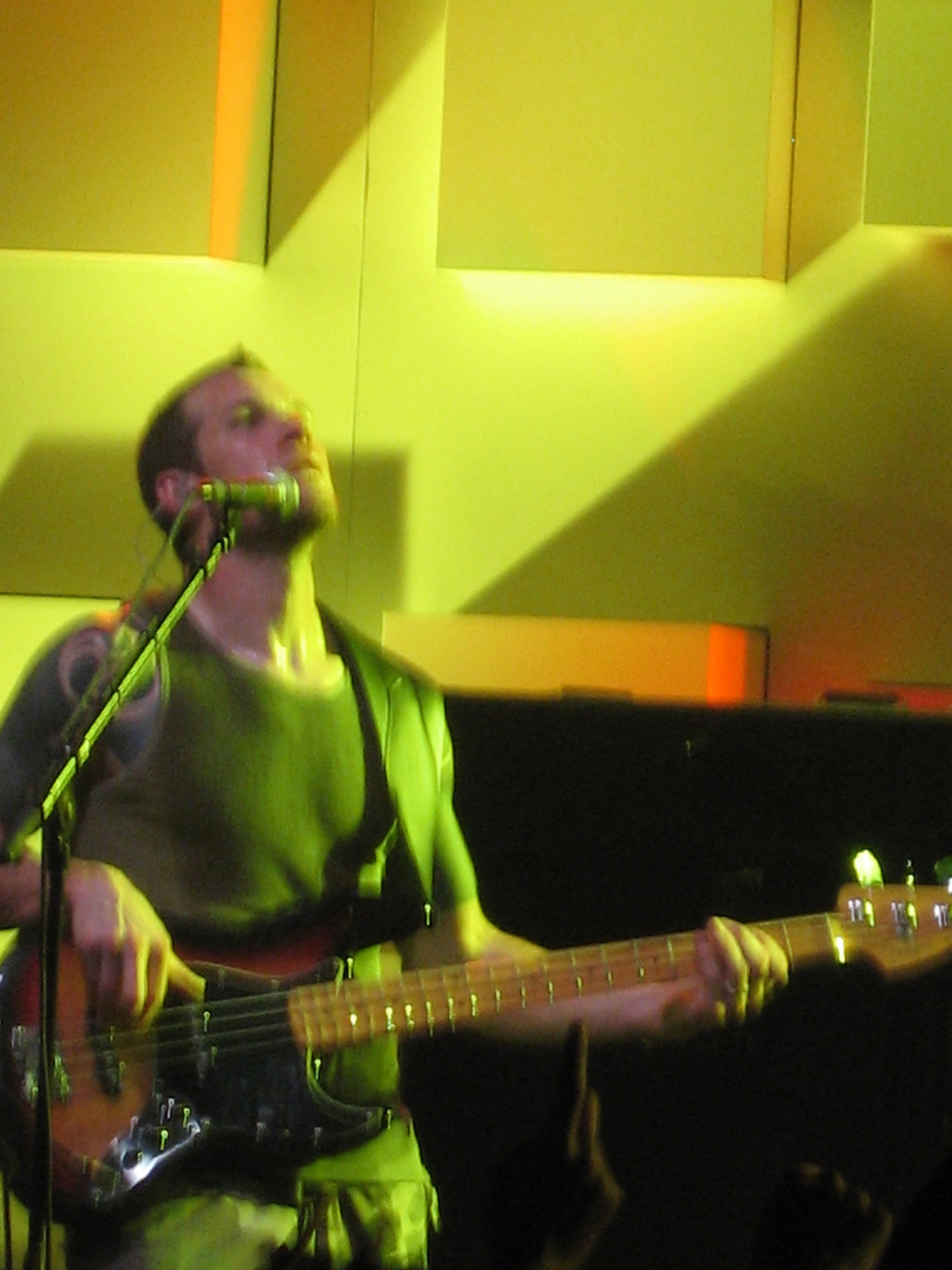
2005年のモントルージャズフェスティバルでAudioslaveと共演する